# Aliyá Bet
Aliyá Bet (en hebreo: 'עלייה ב), es decir, Aliyá B (Bet es la segunda letra del alfabeto hebreo) es el nombre en clave dado a la inmigración ilegal de judíos al Mandato británico de Palestina, en violación a las restricciones de inmigración de judíos impuestas por los británicos, entre los años 1934 y 1948. En el moderno Israel también ha sido llamado por el término hebreo Ha'apala (hebreo: ההעפלה).
Se distingue de la Aliá Alef ("Aliyá A") (Álef es la primera letra del alfabeto hebreo): la inmigración judía muy limitada permitida por las autoridades británicas en el mismo período.

## Organización
Durante el Ha'apala, varias organizaciones judías trabajaron en conjunto para facilitar la inmigración más allá de las cuotas establecidas por los británicos . Como la persecución de los Judíos se intensificó en Europa durante el nazismo, la urgencia de conducción de la inmigración también llegó a ser más aguda. Los que participaron en los esfuerzos de inmigración se negaron sistemáticamente a que esta fuera llamada "ilegal", prefiriendo llamarla "clandestina".
El Ha'apala se produjo en dos fases. En primer lugar, desde 1934 hasta 1942, fue un esfuerzo por ayudar a los Judíos europeos a escapar de la persecución nazi y el asesinato. Luego, desde 1945 hasta 1948, fue un esfuerzo para encontrar hogares para los sobrevivientes judíos de los crímenes nazis que se encontraban entre los millones de personas desplazadas que languidecian en campos de refugiados en la zona ocupada de Alemania. Durante la primera fase, varias organizaciones (incluidos los revisionistas) lideraron el esfuerzo, después de la Segunda Guerra Mundial, la Mossad Le'aliyah Bet ("el Instituto de Aliyá B"), una rama de la Haganá, se hizo cargo.

## Rutas
Después de la Segunda Guerra Mundial, El punto de inicio de la Ha'apala eran en los campos de refugiados y se trasladaba a través de uno de los dos puntos de recogida en la zona americana de ocupación, Bad Reichenhall y Leipheim. Desde allí, los refugiados viajaban en camiones cubiertos, a pie, o en tren a los puertos del mar Mediterráneo, donde los barcos los llevaban a Palestina. Más de 70.000 judíos viajaron a Palestina en más de 100 buques.

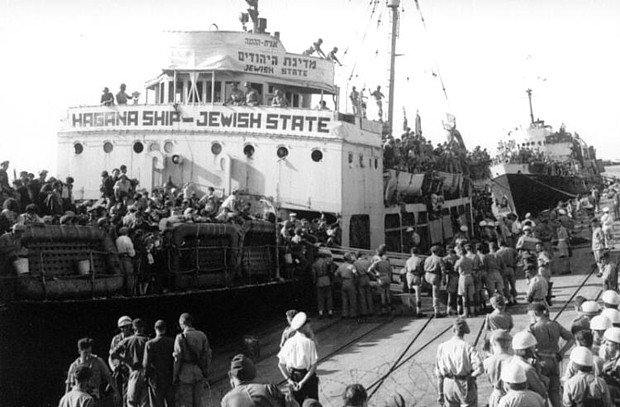
Buque de la Haganah Jewish State en el puerto de Haifa, 1947

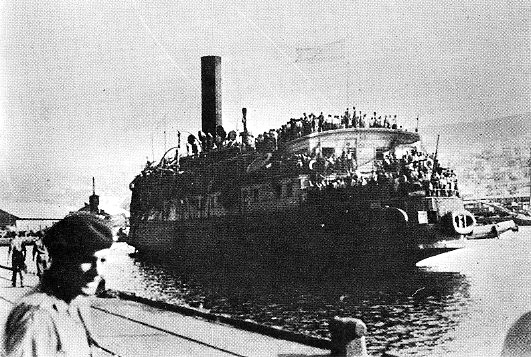
Exodus arribando al puerto de Haifa, 20 de julio de 1947

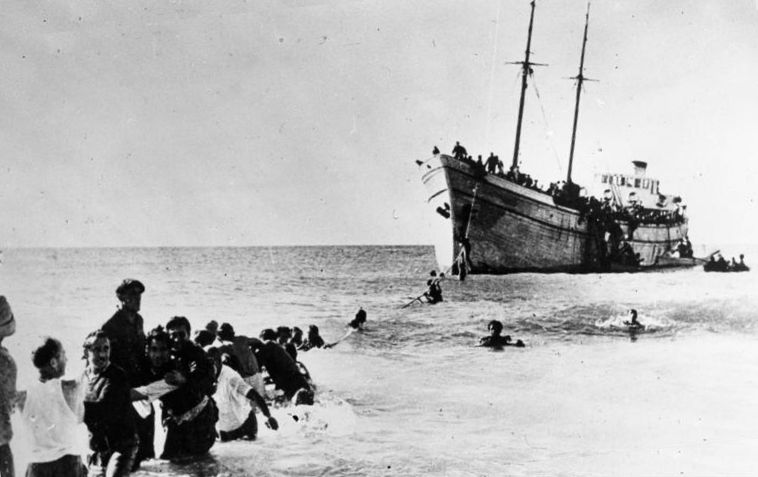
United States lands con refugiados judíos en Nahariya, 1948

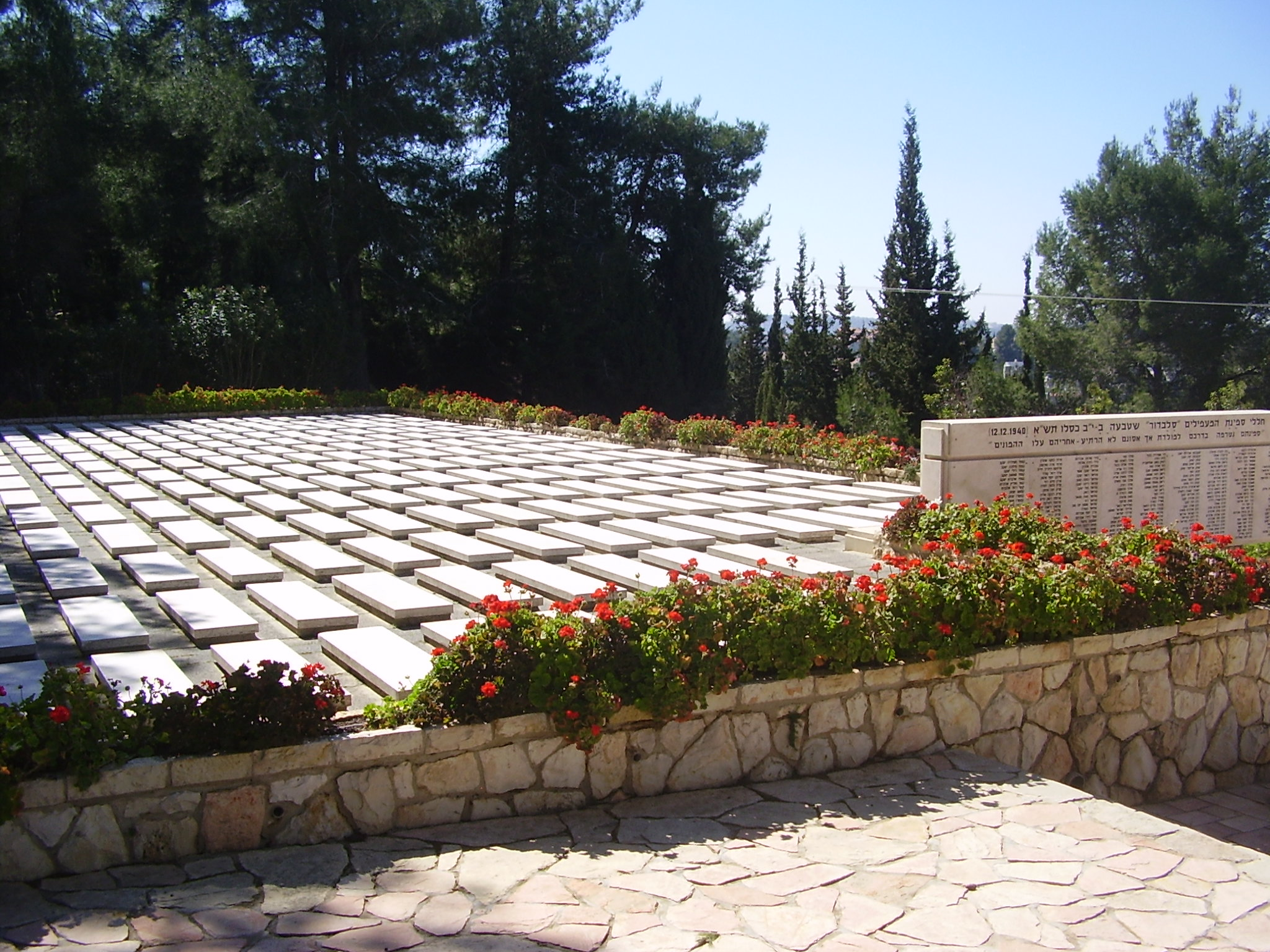
Tumbas de los 223 pasajeros judíos del barco Salvador que se ahogaron en el mar el 12 de diciembre de 1940, Monte Herzl, Jerusalén

los campos de refugiados instalados en el sector americano no impusieron ninguna restricción a los movimientos fuera de los campamentos, y funcionarios franceses, italianos y estadounidenses a menudo hacían la vista gorda a estos movimientos. Varios funcionarios de la UNRRA (en particular, Elizabeth Robertson en Leipheim) actúan como facilitadores de la emigración. El gobierno británico se opuso vehementemente a la circulación de personas , y aplicó una férrea restricción de movimientos dentro y fuera de sus campamentos en su zona de ocupación. Gran Bretaña también estableció patrullas armadas navales para impedir que los inmigrantes llegaran a Palestina.

## Historia
Más de 100.000 personas trataron de entrar ilegalmente en Palestina. Hubo 142 viajes por 120 buques. Más de la mitad fueron detenidos por las patrullas británicas. La mayoría de los inmigrantes interceptados fueron enviados a campos de internamiento en Chipre: (Karaolos cerca de Famagusta, Nicosia, Dhekelia, y Xylotumbou). Algunos fueron enviados al campo de detención de Atlit en Palestina, y otros para Mauricio. Los británicos detuvieron unas 50.000 personas en estos campamentos. Más de 1.600 se ahogaron en el mar. Solo unos pocos aproximadamente mil entraron efectivamente en Palestina.
El evento central en la Ha'apala fue el incidente del SS Exodus en 1947. El Éxodo fue interceptado, atacado y abordado por la patrulla británica. A pesar de una resistencia significativa de sus pasajeros, El Éxodo fue devuelto a Europa. Sus pasajeros fueron enviados finalmente de vuelta a Alemania y reubicados en campos de detención . Esto se hizo público, y se comparó al gobierno británico dándole casi el mismo trato a los judíos que el Tercer Reich.

## Viajes
El Tiger Hill, un barco de 1499 toneladas , construido en 1887, partió de Constanza el 3 de agosto de 1939, con unos 750 inmigrantes a bordo. Más adelante tomó a bordo a los pasajeros del Frossoula, otro buque de inmigrantes ilegales que fue abandonado en el Líbano. El 1 de septiembre, el primer día de la Segunda Guerra Mundial, ElTiger Hill fue interceptado y tiroteado por cañoneras británicas cerca de Tel Aviv, y fue varado. Hans Schneider, un refugiado judío del Tiger Hill, fue asesinado. Es posible que haya sido la primera víctima fatal de la Segunda Guerra Mundial.

## Desastres
El 3 de octubre de 1939, un numeroso grupo de inmigrantes partió de Viena en el barco Uranus, por el Danubio. En la frontera rumana, el Uranus fue detenido y los inmigrantes fueron obligados a desembarcar en la antigua fortaleza de la ciudad de Kladovo en Yugoslavia. Alrededor de 1.100 refugiados se quedaron varados allí. En mayo de 1941 después de la invasión alemana, aún estaban en Yugoslavia, donde 915 de ellos han sido capturados y finalmente asesinados por los nazis.
El 18 de mayo de 1940, el viejo vapor de ruedas italiano Pencho zarpó de Bratislava, con 514 pasajeros, en su mayoría miembros del Betar. El Pencho navegaba por el Danubio al mar Negro y el Mar Egeo. El 9 de octubre, sus motores dejaron de funcionar, y naufragó en Mitilene, en Italia. Los italianos rescataron a los pasajeros y los llevaron a Rodas. Todos menos dos fueron colocados en un campo de internamiento en Ferramonti di Tarsia en el sur de Italia. Ellos se llevaron a cabo allí hasta que los fuerzas Aliadas liberaron la zona en septiembre de 1943. La historia de la Pencho se publicó como Odyssey, por John Bierman.
En octubre de 1940, un numeroso grupo de refugiados se les permitió salir de Viena. El éxodo fue organizado por Berthold Storfer, un empresario judío que trabajó bajo Adolf Eichmann. Se llevaron cuatro botes de río,  Uranus, Schönbrunn, Helios, and Melk, por el Danubio en Rumania, donde los pasajeros del  Uranus, aproximadamente 1.000, abordaron el Pacífico, y se embarcó el 11 de octubre de 1940. Llegaron a Haifa el 1 de noviembre, seguida por la de Milos. Los británicos transfirieron todos los inmigrantes al buque de línea francesa Patria, que tiene intención de enviarlos al internamiento en Mauricio. Para detener al Patria, la Haganá puso una bomba a bordo el 25 de noviembre. La explosión abrió un agujero en el costado del buque, que volcó, matando a 267 personas. Los británicos, por orden de Winston Churchill, permitieron a los sobrevivientes a permanecer en Palestina.
En diciembre de 1940, el Salvador, una pequeña goleta búlgara antes llamado Zar Krum, enbarcaron en Burgas con 327 refugiados. El 12 de diciembre del Salvador se hundió en una tormenta violenta en el Mar de Mármara, cerca de Estambul. 223 personas, entre ellas 66 niños, perdieron la vida. Los sobrevivientes fueron llevados a Estambul. 125 sobrevivientes fueron deportados a Bulgaria, y las restantes 70 a la izquierda en el Darién.
El 11 de diciembre de 1941, el Struma zarpó de Constanza, con bandera panameña . El Struma fue torpedeado y hundido por el submarino soviético Shch-213 el 24 de febrero de 1942. 770 personas perdieron la vida. Hubo un sobreviviente.
El 20 de septiembre de 1942, el Europa salió de Rumania, con veintiún pasajeros. El barco naufragó en el Bósforo.
El 5 de agosto de 1944, el Mefkura (o Mefkure) zarpó de Constanza con 350 personas a bordo. El barco viajó con el Morino y Bulbul. Durante la noche el Mefkura fue hundido por un torpedo del submarino soviético SC-215. De las 350 personas transportadas, solo cinco sobrevivieron. Fueron recogidos por el Bulbul.

## Conclusión
El éxito de Aliyah Bet fue modesto si se mide en términos de los números de personas que logró ingresar a Palestina. Pero resultó ser una fuerza unificadora, tanto para la comunidad judía en Palestina (el Yishuv) y para la supervivencia, los refugiados del Holocausto en Europa (Sh'erit ha-Pletah).